# 大隅萬里子
大隅 萬里子（おおすみ まりこ、1947年 - ）は、日本の生物学者（分子生物学・細胞生物学）、絵本作家。学位は博士。報道等では常用漢字表の通用字体を用いて大隅 万里子（おおすみ まりこ）と表記される場合もある。旧姓は中澤（なかざわ）。筆名は五足 萬（ごたり まん）。
西東京科学大学理工学部助教授、帝京科学大学理工学部教授などを歴任した。

## 概要
山口県生まれの分子生物学者、および、細胞生物学者である。西東京科学大学や帝京科学大学において教鞭を執った。酵母の環境応答についての研究や、酵母に対する抗生物質の影響についての研究が知られている。また、夫である大隅良典や水島昇らと共同で酵母の自食作用について研究し、オートファジーのメカニズムを明らかにした。この研究業績は、良典のノーベル生理学・医学賞の受賞に寄与したことでも知られている。

## 来歴

### 生い立ち
1947年（昭和22年）、山口県にて中澤家の五女として生まれた。東京都調布市にある桐朋女子高等学校を卒業した。東京都立大学に進学し、理学部にて生物学を学んだ。1969年（昭和44年）に東京都立大学を卒業した。大学卒業後は、東京大学大学院に進学し、同大学院理学系研究科にて相関理化学を学んだ。また、大学院の同じ研究室で学んでいた大隅良典と知り合い、互いに大学院生のまま結婚した。それにより、中澤から大隅に姓を改める。1971年（昭和46年）、東京大学の大学院における修士課程を修了した。

### 研究者として

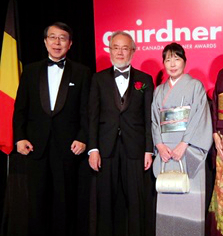
2015年10月29日、ガードナー国際賞授賞式にてカナダ駐箚特命全権大使門司健次郎（左）、東京工業大学栄誉教授大隅良典（中央）と

1972年（昭和47年）に長男を出産したことから、それを機に民間の研究所に就職した。その後、夫である良典が留学することになり、ともにアメリカ合衆国に渡り、同じ大学で研究を続けた。1977年（昭和52年）に二男を出産した。1990年（平成2年）に西東京科学大学が開学すると、理工学部にて教鞭を執った。理工学部においては、主としてバイオサイエンス学科の講義を担当した。1996年（平成8年）に西東京科学大学は帝京科学大学に改組されたが、引き続き理工学部にて教鞭を執った。なお、理工学部では助教授を務めていたが、のちに教授に昇任した。なお、帝京科学大学ではバイオテクノロジー研究センターにも籍を置き、安楽泰宏とともに酵母を用いて真核細胞の未知の機能を解明する研究に従事した。また、岡崎国立共同研究機構が設置・運営する基礎生物学研究所とともに、酵母をモデルとするオートファジーの共同研究に従事した。2004年（平成16年）に帝京科学大学を退職した。

### 絵本作家として
「五足萬」の筆名で絵本作家としても活動した。主な作品には、母である中澤智枝子が語る昔話を絵本化した『ちゃっくりかき』や、父である中澤壽三郎をモデルにした『じいちゃんじてんしゃしゅっぱつしんこう』などがある。

## 研究
専門は生物学であり、特に分子生物学や細胞生物学といった分野の研究に取り組んだ。研究の主題として酵母を取り上げることが多く、「小さな生き物から大きなテーマを産み出すことこそバイオ研究の醍醐味であろう」 と述べている。具体的には、酵母の環境応答についての研究と、酵母と抗生物質との関係についての研究を、それぞれライフワークとしていた。酵母の環境応答に関しては、夫である大隅良典らとともに酵母のオートファジーについて共同で研究した。その成果を『ネイチャー』で発表した際にも、論文の共同執筆者として名を連ねている。このオートファジーについての研究業績は高く評価され、のちに良典のノーベル生理学・医学賞受賞に繋がった。そのほか、石浦章一や大野茂男らとともに『生化学』を上梓するなど、専門書や学術書の執筆にもあたっていた。
また、学術団体としては、日本細胞生物学会、日本分子生物学会などに所属した。

## 家族・親族
- 長沼賢海（義祖父） - 歴史学者
- 中澤智枝子（母） - 栄養士[3]
- 大隅芳雄（岳父） - 鉱山学者
- 大隅良典（夫） - 生物学者
- 吉田賢右（義兄） - 生物学者
- 大隅和雄（義兄） - 歴史学者
- 大隅清陽（義甥） - 歴史学者

## 系譜
|          |          |          |          |          |          |  |  |            |          |          |          |          |          |  |  |            |          |          |          |          |          |  |  |          |          |          |          |          |          |
|          |          |          |          |          |          |  |  | 大隅芳雄   |          |          |          |          |          |  |  |            |          |          |          |          |          |  |  |          |          |          |          |          |          |
|          |          |          |          |          |          |  |  |            |          |          |          |          |          |  |  | 大隅和雄   | 大隅和雄 | 大隅和雄 | 大隅和雄 | 大隅和雄 | 大隅和雄 |  |  | 大隅清陽 | 大隅清陽 | 大隅清陽 | 大隅清陽 | 大隅清陽 | 大隅清陽 |
|          |          |          |          |          |          |  |  |            |          |          |          |          |          |  |  | 大隅和雄   | 大隅和雄 | 大隅和雄 | 大隅和雄 | 大隅和雄 | 大隅和雄 |  |  | 大隅清陽 | 大隅清陽 | 大隅清陽 | 大隅清陽 | 大隅清陽 | 大隅清陽 |
| 長沼賢海 | 長沼賢海 | 長沼賢海 | 長沼賢海 | 長沼賢海 | 長沼賢海 |  |  | 賢海の娘   | 賢海の娘 | 賢海の娘 | 賢海の娘 | 賢海の娘 | 賢海の娘 |  |  |            |          |          |          |          |          |  |  |          |          |          |          |          |          |
| 長沼賢海 | 長沼賢海 | 長沼賢海 | 長沼賢海 | 長沼賢海 | 長沼賢海 |  |  | 賢海の娘   | 賢海の娘 | 賢海の娘 | 賢海の娘 | 賢海の娘 | 賢海の娘 |  |  |            |          |          |          |          |          |  |  |          |          |          |          |          |          |
|          |          |          |          |          |          |  |  |            |          |          |          |          |          |  |  | 大隅良典   |          |          |          |          |          |  |  |          |          |          |          |          |          |
|          |          |          |          |          |          |  |  |            |          |          |          |          |          |  |  |            |          |          |          |          |          |  |  |          |          |          |          |          |          |
|          |          |          |          |          |          |  |  |            |          |          |          |          |          |  |  |            |          |          |          |          |          |  |  |          |          |          |          |          |          |
|          |          |          |          |          |          |  |  |            |          |          |          |          |          |  |  | 大隅萬里子 |          |          |          |          |          |  |  |          |          |          |          |          |          |
|          |          |          |          |          |          |  |  |            |          |          |          |          |          |  |  |            |          |          |          |          |          |  |  |          |          |          |          |          |          |
|          |          |          |          |          |          |  |  | 中澤智枝子 |          |          |          |          |          |  |  |            |          |          |          |          |          |  |  |          |          |          |          |          |          |
|          |          |          |          |          |          |  |  |            |          |          |          |          |          |  |  |            |          |          |          |          |          |  |  |          |          |          |          |          |          |
|          |          |          |          |          |          |  |  |            |          |          |          |          |          |  |  | 萬里子の姉 |          |          |          |          |          |  |  |          |          |          |          |          |          |
|          |          |          |          |          |          |  |  |            |          |          |          |          |          |  |  |            |          |          |          |          |          |  |  |          |          |          |          |          |          |
|          |          |          |          |          |          |  |  |            |          |          |          |          |          |  |  |            |          |          |          |          |          |  |  |          |          |          |          |          |          |
|          |          |          |          |          |          |  |  |            |          |          |          |          |          |  |  | 吉田賢右   |          |          |          |          |          |  |  |          |          |          |          |          |          |
|          |          |          |          |          |          |  |  |            |          |          |          |          |          |  |  |            |          |          |          |          |          |  |  |          |          |          |          |          |          |

- 係累縁者が多いため、大隅萬里子の親族に該当する著名人のみ氏名を記載した。

## 略歴
- 1947年 - 山口県にて誕生[3]。
- 1969年 - 東京都立大学理学部卒業。
- 1971年 - 東京大学大学院理学系研究科修士課程修了。
- 2004年 - 帝京科学大学退職[1]。

## 著作

### 共著
- 鈴木紘一編、石浦章一ほか著『生化学』2版、東京化学同人、2007年。ISBN 978-4-807906-47-5
- 中澤智枝子再話、五足萬著、保立葉菜絵『ちゃっくりかき』大隅書店、2017年。ISBN 978-4-905328-18-6
- 五足萬作、永山健一郎絵『じいちゃんじてんしゃしゅっぱつしんこう』さいはて社、2020年。ISBN 978-4-990956-65-3

### 主な寄稿、分担執筆、講演録、等
- 大隅萬里子ほか「メチオニル-tRNA合成酵素——酵素と基質の相互作用」『蛋白質核酸酵素』16巻11号、共立出版、1971年10月、993-999頁。ISSN 0039-9450
- 大隅万里子「RNAファージQβのreplicase」『化学と工業』25巻12号、日本化学会、1972年12月、845-846頁。ISSN 0022-7684
- 中島捷久・信沢枝里・大隅万里子「インフルエンザウイルスの遺伝子とその機能発現」『生化学』57巻5号、1985年5月、371-387頁。ISSN 0037-1017
- 大隅萬里子「酵母を大学の実験教材とする試み」『遺伝』46巻7号、裳華房、1992年7月、74-79頁。ISSN 0387-0022
- 大隅良典・大隅万里子・馬場美鈴「酵母における自食作用の発見－－飢餓によって誘導されるオルガネラ」『蛋白質核酸酵素』38巻1号、共立出版、1993年1月、46-52頁。ISSN 0039-9450
- 水島昇ほか「オートファジーに必須な新しいprotein conjugationシステム」『日本分子生物学会年会プログラム・講演要旨集』21巻、1998年12月1日、220頁。
- 山形史ほか「AAA型ATPase・SKD1は初期エンドソームの構造と機能を制御する」『日本分子生物学会年会プログラム・講演要旨集』21巻、1998年12月1日、302頁。
- 水島昇ほか「オートファジーに必須な新しいprotein conjugationシステム」『日本分子生物学会年会プログラム・講演要旨集』21巻、1998年12月1日、459頁。
- 吉原隆ほか「NADP-依存性イソクエン酸デヒドロゲナーゼのラット肝臓および腎臓における局在」『電子顕微鏡』35巻、2000年5月1日、153頁。ISSN 0417-0326

### 主な論文
- Mariko Ohsumi, Gerald F. Vovis and Norton D. Zinder, "The isolation and characterization of an in vivo recombinant between the filamentous bacteriophage f1 and the plasmid pSC101", Virology, Vol.89, Iss.2, September, 1978, pp.438-449.
- Mariko Ohsumi, et al., "Nucleotide Sequence of the Regulatory Region of malB Operons in E. coli", journal of Biochemistry, Vol.94, Iss.1, 1983, pp.243-247.
- Mariko Ohsumi, et al., "Identity of calcium-activated neutral proteases from rabbit cardiac and skeletal muscle", Comparative Biochemistry and Physiology Part B: Comparative Biochemistry, Vol.79, Iss.4, 1984, pp.643-646.
- Noboru Mizushima, et al., "A protein conjugation system essential for autophagy", Nature, Vol.395, September 24, 1998, pp.395-398.
- Yoshinobu Ichimura, et al., "A ubiquitin-like system mediates protein lipidation", Nature, Vol.408, November 23, 2000, pp.488-492.

## 関連人物
- 石浦章一
- 大野茂男
- 水島昇